# 未來軌跡
《未來軌跡》（日语：次の足跡）是AKB48的第五张专辑唱片。2014年1月22日由國王唱片发售。

## 概要
销售口号是“我们的足迹、存在未来”（日语：僕たちの足跡は、先にある）。
DISC 1以单曲及单曲剧场盘中的B面曲为主；DISC 2的收录曲则视版本而有别，主要是新创作的分组曲目。
专辑标题于2013年12月21日在橫濱球場举办的握手会上宣布。专辑收录的全37曲中有36曲的作詞是组合总制作人秋元康，而在编曲方面野中“MASA”雄一则负责了一大部分任务，作为Type-A版本初回盘的特典，DVD中将收录AKB48家族成員的「虛擬實境握手會」影像。

## 销售成绩
在2014年2月3日公布的Oricon专辑周榜单上获得了第一名的成绩。首周销量约96.2万张相比上张专辑《1830m》（約87.1万张）有近10万张的增长，打破了自己的最高单周专辑销量。这也是AKB48的专辑自《就是在這裡》以来连续三张（总计第四张）获得周冠。也是自SPEED以来14年1个月之后再次有女子组合能连续三张原创专辑皆获周冠。
此張專輯亦獲2014年Oricon榜年度銷售冠軍。

## 收录曲目

### CD
参与封面拍摄的成员：入山杏奈、大島優子、柏木由紀、川榮李奈、小嶋陽菜、小嶋真子、指原莉乃、島崎遥香、高橋南、松井珠理奈、松井玲奈、峯岸南、山本彩、横山由依、渡邊麻友、渡邊美優紀
- 单曲的次序排列包括數位下載單曲《Baby! Baby! Baby!》，但不包括限定數位下載慈善樂捐单曲《为了谁 -What can I do for someone?-》。

Disc 1
1. 《戀愛的幸運餅乾》（恋するフォーチュンクッキー）
（作詞：秋元康、作曲：伊藤心太郎（日语：伊藤心太郎）、編曲：武藤星兒（日语：武藤星児））
  - 第32张单曲主打曲。
2. 《LOVE修行》（LOVE修行） - 研究生
（作詞：秋元康、作曲：石井亮輔、編曲：野中“MASA”雄一（日语：野中“まさ”雄一））
  - 第31张单曲剧场版B面曲。
3. 《再見自由式》（さよならクロール）
（作詞：秋元康、作曲：渡边和紀（日语：渡辺和紀）、編曲：武藤星兒）
  - 第31张单曲主打曲。
4. 《堅強花朵》（強い花） - 研究生
（作詞：秋元康、作曲：田中俊亮、編曲：野中“MASA”雄一）
  - 第30张单曲剧场版B面曲。
5. 《那天的風鈴》（あの日の風鈴）- Waiting Girls
（作詞：秋元康、作曲：杉山胜彦、編曲：杉山勝彦・有木竜郎（日语：有木竜郎））
  - 第27张单曲剧场版B面曲。
6. 《永遠的壓力》（永遠プレッシャー）
（作詞：秋元康、作曲：丸谷学（日语：丸谷マナブ）、編曲：若田部誠）
  - 第29张单曲主打曲。
7. 《晴空咖啡》（青空カフェ）
（作詞：秋元康、作曲：藤本貴則、編曲：佐佐倉有吾（日语：佐佐倉有吾））
  - 第32张单曲剧场版B面曲。
8. 《UZA》
（作詞：秋元康、作曲、編曲：井上义正（日语：井上ヨシマサ））
  - 第28张单曲主打曲。
9. 《我為了你…》（君のために僕は…）
（作詞：秋元康、作曲：宮島律子、編曲：野中“MASA”雄一）
  - 第26张单曲剧场版B面曲。
10. 《我們的Reason》（私たちのReason）
（作詞：秋元康、作曲：俊龍、編曲：野中“MASA”雄一）
  - 第29张单曲剧场版B面曲。
11. 《So long!》
（作詞：秋元康、作曲：久次米真吾、編曲：野中“MASA”雄一）
  - 第30张单曲主打曲。
12. 《格子花紋》（ギンガムチェック）
（作詞：秋元康、作曲、編曲：板垣祐介（日语：板垣祐介））
  - 第27张单曲主打曲。
13. 《仲夏的Sounds good!》（真夏のSounds good!）
（作詞：秋元康、作曲、編曲：井上义正）
  - 第26张单曲主打曲。
14. 《成長的道路》（大人への道） - 研究生
（作詞：秋元康、作曲：俊龍、編曲：佐佐木裕）
  - 第28张单曲剧场版B面曲。
15. 《如果散去也很好吧…》（散ればいいのに…）（只剧场盘有）
（作詞：秋元康、作曲：UZA（日语：UZA (作曲家)）、編曲：野中“MASA”雄一）

Disc 2 （Type A）
1. 《After Rain》
（作詞：秋元康、作曲：Sungho、編曲：野中“MASA”雄一）
  - 电影《AKB48 笑淚交織》主題歌。
2. 《Google+的天空》（ぐぐたすの空）
（作詞：秋元康、作曲：前村香春、編曲：野中“MASA”雄一）
  - 第26张单曲Type-B收录B面曲。
3. 《教你 猎男的方法》（ボーイハントの方法 教えます） - 木崎由里亚（木崎ゆりあ）、指原莉乃、島崎遥香、矢倉楓子
（作詞：秋元康、作曲：小澤正澄、編曲：生田真心）
4. 《欠JJ的东西》（JJに借りたもの） - 梅田彩佳、北原里英、倉持明日香、高桥南（高橋みなみ）、高柳明音、山田菜菜
（作詞：秋元康、作曲：鵜島仁文（日语：鵜島仁文）、編曲：武藤星兒）
5. 《因为刚淋了浴》（シャワーの後だから） - 柏木由紀、小嶋陽菜、松井玲奈
（作詞：秋元康、作曲：渡边秀二（わたなべしゅうじ）・Shakey、編曲：Shakey）
6. 《10个硬币与面包》（10クローネとパン） - 儿玉遥、藤江丽奈（藤江れいな）、古畑奈和、山本彩、横山由依
（作詞：秋元康、作曲：阿立力也、編曲：佐佐木裕）
7. 《足以确信的东西》（確信が持てるもの） - Team A
（作詞：秋元康、作曲：土橋善太（日语：ZENTA）、編曲：板垣祐介）
8. 《团队坡道》（チーム坂） - Team 4
（作詞：秋元康、作曲：俊龍、編曲：生田真心）
  - SKY PerfecTV!（スカパー!）《第3届AKB48红白对抗歌合战》广告曲。
9. 《坚强与脆弱之间》（強さと弱さの間で）
（作詞：秋元康、作曲、編曲：井上义正）
  - 秋元才加卒業曲
10. 《我会努力》（僕は頑張る）
（作詞：秋元康、作曲、編曲：森脇正敏）
  - U-CAN（日语：ユーキャン）《AKB Challenge You Can! 2014》（AKBチャレンジユーキャン! 2014）“取得资格”篇（取りやすい資格）、“学习中”篇（勉強中）、“网络关注”篇（WEBアテンション）广告曲。
11. 《比永远更长久》（永遠より続くように） - OKL48
（作詞、作曲：岡田寿也、編曲：野中“MASA”雄一）
  - 第29张单曲Type-D收录B面曲。

Disc 2 （Type B）
1. 《微笑捉迷藏》（スマイル神隠し） - 小瓢蟲Chu！（てんとうむChu!）
（作詞：秋元康、作曲：重永亮介（日语：重永亮介）、編曲：若田部誠）
  - 大江戸温泉物語（日语：大江戸温泉物語）“温泉，使日本充满活力。（晚餐・客栈）物语”（温泉で、ニッポンに元気を。〈夕食・宿泊〉物語）广告曲。
2. 《宛如他人的Sunset beach》（他人行儀なSunset　beach） - 多田愛佳、須田亚香里、山内鈴蘭、渡辺美優紀
（作詞：秋元康、作曲・編曲：後藤康二（日语：後藤康二））
3. 《Haste和Waste》（ハステとワステ） - BKA48
（作詞：秋元康、作曲：福田貴訓、編曲：原田Nao（原田ナオ））
  - 第31张单曲Type-B收录B面曲。
4. 《我 像一片叶子》（わたし リーフ） - 入山杏奈、加藤玲奈、川荣李奈、松井珠理奈
（作詞：秋元康、作曲：柴田晃一（日语：柴田晃一）、編曲：楊慶豪）
5. 《Stoic美学》（Stoicな美学） - 市川美織、大場美奈、木本花音、宮脇咲良、矢吹奈子、藪下柊、渡辺麻友
（作詞：秋元康、作曲：福田貴訓、編曲：佐佐木裕）
6. 《破烂蓝调》（ぽんこつブルース）
（作詞：秋元康、作曲：福田貴訓、編曲：福田貴訓、立山秋航（日语：THE LINDA!））
  - 东京电视台系电视剧24《马路须加学园3》（マジすか学園3）片头曲。
7. 《一二三》（イチニノサン） - 大島優子、高城亚樹、永尾玛利亚（永尾まりや）、古川愛李、峯岸南（峯岸みなみ）
（作詞：秋元康、作曲・編曲：村井大）
8. 《共犯》（共犯者） - Team K
（作詞：秋元康、作曲：吉富小百合、編曲：野中MASA雄一）
9. 《動機》（動機） - 島崎遥香
（作詞：秋元康、作曲：福田貴訓、編曲：生田真心）
  - 东京电视台系电视剧24《马路须加学园3》片尾曲。
10. 《悲伤的近距离恋爱》（悲しき近距離恋愛） - Team B
（作詞：秋元康、作曲：Linia、編曲：増田武史（日语：Eyelis））
11. 《夢河》（夢の河）
（作詞：秋元康、作曲：杉山勝彦、編曲：杉山胜彦、有木竜郎）
  - 第27张单曲B面曲。

### DVD（仅初回A版本有）
- AKB48家族成员 虚拟实境握手会（AKB48グループメンバー エア握手会）

### 特典
- 生写真1张
- 48页写真集一本（以上仅初回A版本有）
- 成员合影券（仅剧场版有）

## 选拔成员
所属队伍以专辑发行时为准

### After rain
（Center：大島優子、渡边麻友）
- Team A：高橋南、横山由依、渡边麻友
- Team K：大島優子、北原里英
- Team B：柏木由紀、小嶋陽菜、島崎遥香
- Team 4：峯岸南
- SKE48 Team S：石田安奈
- SKE48 Team S / AKB48 Team K：松井珠理奈
- NMB48 Team N：小谷里歩
- NMB48 Team N / AKB48 Team B：渡边美優紀
- HKT48 Team H：多田愛佳、指原莉乃
- JKT48 Team J：仲川遥香
- JKT48 Team J / AKB48 Team B：高城亚樹
- SNH48 Team SII：宮澤佐江
- SNH48 Team SII / AKB48 Team A：鈴木玛利亚（鈴木まりや）
- AKB48 毕业生：板野友美、篠田麻里子

### 堅強與脆弱之間
（Center：秋元才加）
- Team K：大島優子、小林香菜
- Team B：梅田彩佳
- SNH48 Team SII：宮澤佐江
- AKB48 毕业生：秋元才加、大堀惠、河西智美、野呂佳代、増田有華、松原夏海

### 我会努力
（Center：川栄李奈）
- Team A：入山杏奈、川荣李奈、高橋南、横山由依、渡辺麻友
- Team K：大島優子
- Team B：柏木由紀、小嶋陽菜、島崎遥香

### 微笑捉迷藏
「小瓢虫Chu！」名義
（Center：小嶋真子）
- Team 4：岡田奈奈、小嶋真子、西野未姫
- SKE48 研究生：北川綾巴
- NMB48 研究生：澀谷凪咲
- HKT48 研究生：田島芽瑠、朝長美桜

### 破烂蓝调
（Center：島崎遥香、松井珠理奈）
- Team A：入山杏奈、川荣李奈、高橋朱里
- Team K：阿部玛利亚（阿部マリア）、島田晴香、永尾玛利亚
- Team B：加藤玲奈、島崎遥香、竹内美宥、山内鈴蘭
- AKB48 Team B / SKE48 Team KII：大場美奈
- AKB48 Team B / NMB48 Team N：市川美織
- SKE48 Team S：木崎由里亚
- SKE48 Team S / AKB48 Team K：松井珠理奈
- SKE48 Team E：木本花音
- HKT48 Team H：村重杏奈
- SKE48 毕业生：矢神久美
这首歌是村重杏奈初次以AKB48录制的歌曲。

### 如果散去也很好吧…
（Center：大和田南那）
- 研究生：市川愛美、大川莉央、大和田南那、込山榛香、佐藤妃星、達家真姫寶、土保瑞希、福岡聖菜、向井地美音、湯本亚美
大川与達家是初次参加组合的歌曲录制。